# Associação de Voleibol de Macau
A Associação de Voleibol de Macau  (em chinês:  中國澳門排球總會, AVM) é uma organização fundada em 1944 que governa a prática do voleibol em Macau, na China, sendo membro da Federação Internacional de Voleibol e da Confederação Asiática de Voleibol. A entidade é responsável por organizar os campeonatos nacionais de voleibol masculino e feminino na região administrativa especial chinesa.

## História
A entidade desportiva foi fundada em Macau a 18 de outubro de 1944, durante o período colonial, sob o título de Confederação de Voleibol de Macau, por Silva que foi presidente e por Eduardo de Madureira Proença que foi o presidente honorário.